# Cindy Shatto
Cinderella „Cindy” Shatto, po mężu Weinberger (ur. 16 czerwca 1957 w Toronto, zm. 2 października 2011 w Hollywood na Florydzie) – kanadyjska skoczkini do wody.

## Lata młodości
Była córką Dicka Shatto, zawodnika futbolu kanadyjskiego i byłego menadżera generalnego Toronto Astronauts. W wieku 2 lat zaczęła jeździć na wrotkach, następnie trenowała akrobatykę, skoki na batucie i taniec współczesny. Uczyła się także gry na skrzypcach. W wieku 8 lat zaczęła uprawiać skoki do wody.

## Kariera
W 1973 po raz pierwszy wystartowała na mistrzostwach świata. W 1974 zdobyła złoto na igrzyskach Wspólnoty Narodów w skokach z trampoliny 3 m. W 1976 zajęła 5. miejsce na igrzyskach olimpijskich w skokach z wieży 10 m z wynikiem 389,58 pkt. W 1978 zakończyła karierę.

## Życie prywatne i śmierć
Zmarła 2 października 2011 po dwuletniej walce z rakiem płuc. Pozostawiła męża Billa i dwóch synów.